# Krebs (Oklahoma)
Krebs es una ciudad ubicada en el condado de Pittsburg en el estado estadounidense de Oklahoma. En el año 2010 tenía una población de 		2053 habitantes y una densidad poblacional de 230,67 personas por km².

## Geografía
Krebs se encuentra ubicada en las coordenadas 34°36′16″N 98°23′45″O / 34.60444, -98.39583 (34.604444, -98.395833).

## Demografía
Según la Oficina del Censo en 2000 los ingresos medios por hogar en la localidad eran de $24,514 y los ingresos medios por familia eran $31,641. Los hombres tenían unos ingresos medios de $27,321 frente a los $17,235 para las mujeres. La renta per cápita para la localidad era de $13,042. Alrededor del 19.1% de la población estaban por debajo del umbral de pobreza.